# Gura satului
Gura satului este o nuvelă de Ioan Slavici care a fost publicată în 1894, în revista „Vatra”, iar în volum a apărut mult mai târziu, în 1906. 
Încă de la începutul nuvelei, familia Martei, mai ales tatăl, este foarte afectată de gândul că satul ar putea gândi ceva urât sau greșit. Gura satului este prezentă și atunci când Marta dansează cu Toderica, la petrecere, și cu toții sunt convinși că între ei este ceva mai mult decât amiciție. Mihu, tatăl Martei, de asemenea, nu a fost de acord atunci când fiica lui a vrut să-și anuleze nuntă, pentru că s-a gândit ce s-ar fi putut vorbi despre familia sa. Nu dorea sub nicio formă să-și mărite fata cu Miron, pentru că acesta era doar un simplu oier, pe când Toderica aparținea unei familii cu un potențial social mai ridicat. Pentru el era mai importantă gura satului decât fericirea propriei fiice.